# 기시 내친왕 (1270년)
키시 내친왕(일본어: 憙子内親王 きしないしんのう[*], 분에이 7년 (1270년) - 겐코 4년 3월 12일 (1324년 4월 6일))은 가마쿠라 시대 후기의 황족이자 여원이다. 카메야마 천황의 황녀이고, 어머니는 텐지 홋쇼지 마사코 (마사히라의 딸)이다. 여원호는 쇼케이몬인 (昭慶門院)이다. 일설로는 분에이 10년 (1273년) 출생이라고 한다.

## 생애
에이닌 원년 (1293년)에 내친왕 선하를 받았고, 에이닌 4년 (1296년) 8월 11일, 준삼후 및 원호 선하를 받았다. 아버지로부터 카이국 및 야마토국 하타코키타쇼, 에치젠국 오야마쇼, 빈고국 우에다쇼 등, 많은 장원을 부여받았으며, 오이가와 강변에 이궁 (카와바타도노)를 조영하여, 카와바타도노 여원 츠치미카도 여원 등으로도 칭해졌다. 아버지가 붕어한 후인 가겐 4년 (1306년) 9월 15일에 출가하여 법명을 세이쇼겐(清浄源)이라 칭하였다.
고다이고 천황의 요청에 따라, 그 황자인 토키요시 친왕을 양자로 맞이해 양육했다. 겐코 4년 (1324년), 친왕의 원복을 맞이했으나, 의식을 본 직후, 갑자기 병으로 쓰러져, 그대로 사망하였다고 전해진다 (『하나조노 천황 신기(花園天皇宸記)』). 아버지로부터 계승한 소령들은 토키요시 친왕에게 계승되었다.

## 같이 보기
- 린센지